# Politievrijwilliger in Nederland

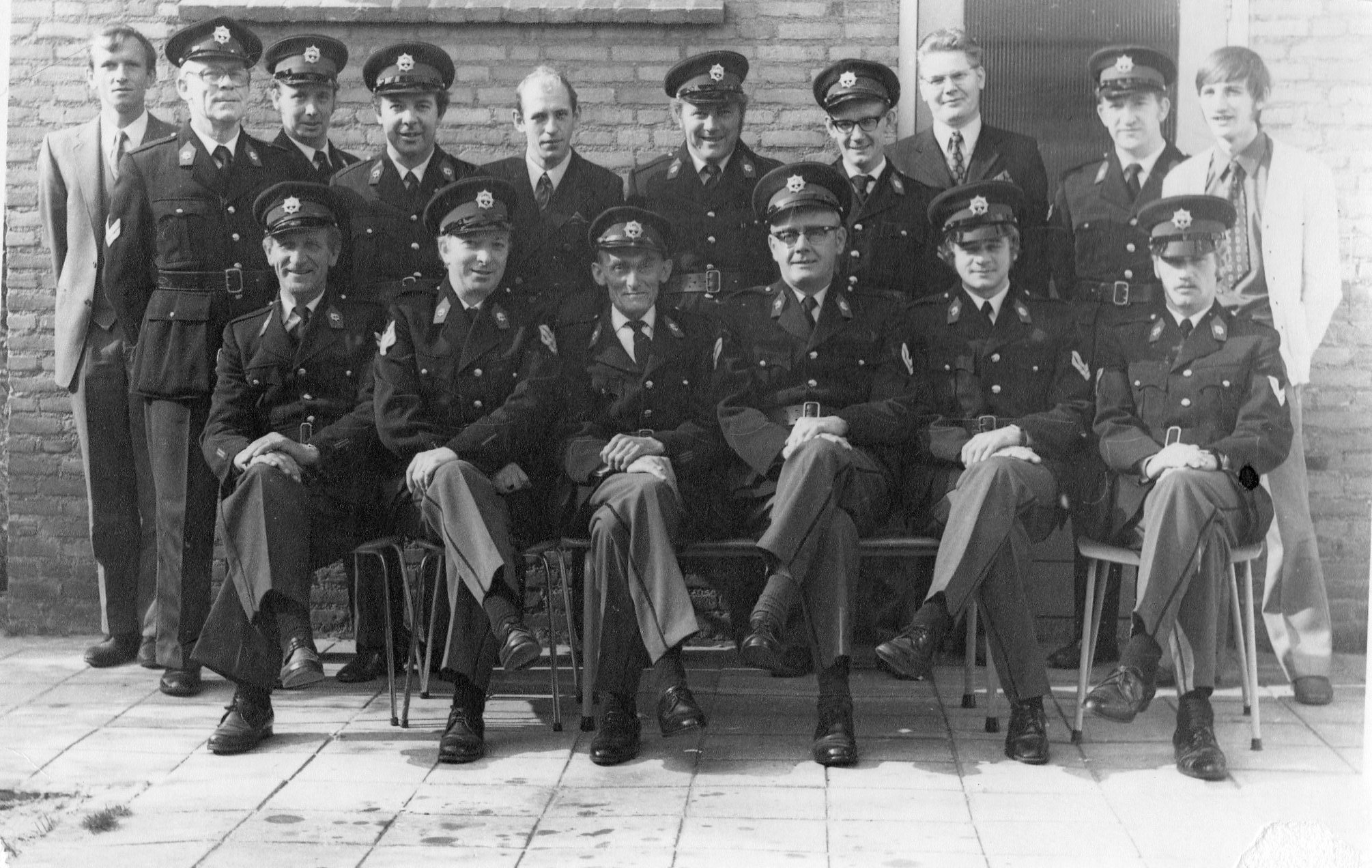
Politievrijwilligers (reservepolitie) van de gemeente Deurne, ca. 1965

Politievrijwilligers in Nederland zijn burgers die in hun vrije tijd de beroepspolitie ondersteunen bij werkzaamheden. Ze maken deel uit van de politieorganisatie. Er wordt onderscheid gemaakt tussen executieve vrijwilligers die worden aangesteld voor de uitvoering van politietaken zoals handhaving en hulpverlening en niet-executieve vrijwilligers die administratieve, technische en andere taken verzorgen.
Op 1 november 2013 had de politie 1.685 executieve- en 1.575 niet-executieve politievrijwilligers. Gemiddeld werken politievrijwilligers 250 uur op jaarbasis, inclusief training en scholing. De bevoegdheden van de vrijwilligers zijn nagenoeg hetzelfde als die van het beroepsagenten. Het uniform en de uitrusting van politievrijwilligers is hetzelfde als voor het beroepspersoneel. De basisbewapening van de executieve politievrijwilliger bestaat uit handboeien, een wapenstok en peperspray. Politievrijwilligers in de rang van agent of hoger zijn tevens bewapend met een vuurwapen.
De vrijwilligers zijn verzekerd tegen dienstongevallen en ontvangen een reiskostenvergoeding. De executieve politievrijwilligers ontvangen daarnaast een kleine uur- en jaarvergoeding.

## Geschiedenis
Het kabinet-Beel besluit in de Ministerraad van 8 maart 1948 tot de oprichting van een reservepolitie. Op 3 mei 1948 maakte de minister van Binnenlandse Zaken, mr. dr. P.J. Witteman voor de Nederlandse omroep de oprichting van een reservepolitie bekend. Enkele dagen later, op 6 mei, volgde de bekendmaking voor de Wereldomroep.
De oprichting van een reservepolitie was het gevolg van drie belangrijke ontwikkelingen.
- Nederland was gedurende vijf jaar door de Duitsers bezet;
- Angst voor politieke (communistische) onrust;
- Onrust vanwege de oorlog in Indonesië.

De oprichting van een reservepolitie werd vormgegeven in het Besluit reserve rijks- en gemeentepolitie van 2 augustus 1948, Staatsblad I 350. Bij de inwerkingtreding van de nieuwe Politiewet op 4 juli 1957 werd voor het eerst gesproken over de reservepolitie.
Tegelijkertijd met het verdwijnen van de rijkspolitie en de gemeentepolitie (1 april 1994), en de komst van regionale politiekorpsen, werd de politiereserve omgevormd. De politiereservist was uitsluitend inzetbaar bij buitengewone omstandigheden en rampen. De politievrijwilliger werd ook inzetbaar in geval van piekbelasting en als aanvulling op de beroepspolitie. Het maatschappelijke belang van vrijwilligheid bij de politie voor de samenleving is nog eens geaccentueerd in de Troonrede van 2008: “... De Regering zet zich onverminderd in voor een grotere rol van vrijwilligers bij brandweer en politie ...“.

## Toelatingseisen
Om toegelaten te worden als executief politievrijwilliger gelden dezelfde eisen en keuringen als voor de beroepspolitie. Burgers die als executief politievrijwilliger aan de slag willen moeten eerst een psychologische test en een sporttest afleggen of ze wel geschikt zijn voor het werk. De minimumleeftijd is 18 jaar. Ze kunnen blijven werken tot ze 70 jaar worden. Ook moet de executieve politievrijwilliger de Nederlandse nationaliteit hebben. Executieve politievrijwilligers moeten daarnaast beschikken over een goede persoonlijke presentatie en contactuele eigenschappen. Het vereiste werk- en denkniveau is minimaal Voorbereidend Beroeps Onderwijs (VBO).
Voor alle politievrijwilligers geldt dat ze van onbesproken gedrag moeten zijn.

## Opleiding
De opleiding tot executief politievrijwilliger leidt op tot de rang van surveillant van politie, maar bestaat slechts uit een drietal basismodulen en is niet hetzelfde als een gediplomeerd surveillant (assistent politiemedewerker, niveau2). Deze opleiding wordt verzorgd door de politieacademie. De opleiding duurt ruim twaalf maanden in deeltijd. Gemiddeld is er een lesavond per week. De opleiding bestaat uit het leren van aanhoudings- en zelfverdedigingsvaardigheden en eerste hulpverlening, de taak van de politie, het surveilleren op straat en het uitvoeren van verkeerscontroles. Aanvullend, in overleg met de eenheid, kunnen extra modules worden gevolgd in onder andere: intake & publieksservice, assistentie bij misdrijven, verkeershandhaving, milieuhandhaving en assistentie bij forensische opsporing. De exameneisen zijn hetzelfde als voor de beroepspolitie.
De executieve politievrijwilligers in opleiding krijgen tijdens hun opleiding in de avonduren of op zaterdagen en zondagen praktische inzetten. De opleiding is namelijk duaal, leren en werken wisselen elkaar af. De opleiding wordt volledig betaald door de politie.
Lange tijd nam het aantal vrijwilligers in de rang van agent of hoger af. Sinds enkele jaren worden er opnieuw doorstroomopleidingen aangeboden voor politievrijwilligers in de rang van surveillant. Deze doorstroomopleiding bestaat in ieder geval uit de modules - geweldsdelicten (8 contactavonden), - (dreigende escalatie (10 contactavonden), - vuurwapenleer en schieten (17 contactavonden).
Er bestaat geen opleiding tot niet-executief politievrijwilliger. Meestal worden deze politievrijwilligers ingezet op taken waar zij al competent in zijn. Als het noodzakelijk is dat de niet-executieve politievrijwilliger een opleiding volgt dan is dit altijd een maatwerkcursus.

## Taken en rechtspositie executieve politievrijwilligers
De executieve politievrijwilligers verrichten een breed scala aan werkzaamheden. Enkele voorbeelden: voorkomen van kleine criminaliteit, houden van verkeerscontroles, toezicht houden bij evenementen, handhaving van de milieubepalingen en wijksurveillance.
Voor de executieve politievrijwilligers zijn drie verzekeringen afgesloten, namelijk een ongevallenverzekering, een molestverzekering en een ziekengeldverzekering. Ze ontvangen een uurvergoeding voor hun werkzaamheden en de gevolgde opleidingen en trainingen. Daarnaast is er een eenmalige jaarvergoeding die in december wordt uitgekeerd. Ook ontvangen zij een vergoeding voor reis- en verblijfskosten. Elk jaar past de minister van Veiligheid en Justitie de vergoedingen aan op de inflatie.
Executieve politievrijwilligers die een WW-uitkering ontvangen mogen niet meer uren gaan werken als politievrijwilliger dan voordien. Doen ze dat toch, dan kunnen ze op hun WW-uitkering worden gekort.

## Taken en rechtspositie niet-executieve politievrijwilligers
Burgers die het niet kunnen of willen om daadwerkelijk politiewerk te verrichten hebben de mogelijkheid om als niet-executieve politievrijwilliger aan de slag te gaan. Zij voeren dan in hun vrije tijd administratieve, technische, huishoudelijke en onderzoekswerkzaamheden uit voor de politie. De kennis en kunde die zij van zichzelf al meebrengen wordt hierbij zo veel mogelijk benut. Ze mogen geen werkzaamheden verrichten die zouden kunnen leiden tot een afname van het aantal beroepsmatige arbeidsplaatsen bij de politie, om arbeidsverdringing te voorkomen.
De rechtspositie van de niet-executieve politievrijwilliger is thans nog afhankelijk van of hij is aangesteld als ambtenaar van politie, of dat hij een vrijwilligersovereenkomst heeft. De rechtspositie van de niet-executieve politievrijwilligers die zijn aangesteld als vrijwillige ambtenaren lijkt op de rechtspositie van de executieve politievrijwilligers. Zij ontvangen alleen geen uur- en jaarvergoeding. De rechtspositie van de niet-executieve politievrijwilligers met een vrijwilligersovereenkomst wordt beheerst door de regels van het verbintenissenrecht. Voorheen werden politievrijwilligers met een verbintenis naar burgerlijk recht ook wel politievolontair genoemd. In 2006 verscheen een landelijk handboek over de rechtspositie van deze groep politievrijwilligers (politievolontairs). Alle eenheden zijn gebonden aan het handboek. De volontairs zijn verzekerd voor hun werkzaamheden en ontvangen geen vergoeding. Gemaakte onkosten worden vergoed. Tussen 2014 en 2017 wordt deze rechtspositie uitgefaseerd. Politievolontairs wordt de keuze geboden om zich te laten aanstellen als vrijwillig ambtenaar. Willen ze dit niet, dan zal er op termijn afscheid van hen genomen worden.
Ook niet-executieve politievrijwilligers die een WW-uitkering ontvangen mogen niet meer uren gaan werken als politievrijwilliger dan voordien. Doen ze dat toch, dan kunnen ze op hun WW-uitkering worden gekort.

## Belangenorganisatie
Op 18 augustus 1973 werd een belangenorganisatie van politievrijwilligers opgericht. Deze heet de Landelijke Organisatie van Politievrijwilligers, kortweg LOPV. De LOPV bevordert het goede functioneren van vrijwilligheid bij de politie. Zij vertegenwoordigt de politievrijwilligers bij autoriteiten en instanties. De LOPV geeft daarnaast voorlichting en adviezen aan politievrijwilligers.
Tijdens de Algemene Ledenvergadering van 22 juni 2005 is besloten dat de LOPV ook opkomt voor de belangen van de niet-executieve politievrijwilligers.
Sinds 18 juni 1994 is de erevoorzitter van de LOPV Pieter van Vollenhoven. Vanaf 3 december 2013 was Michael Sijbom de voorzitter van de LOPV. Tussen januari 2019 en januari 2022 was Berndt Rif voorzitter van de LOPV. Sinds januari 2022 is Jennifer Dresscher, een gepensioneerd hoofdinspecteur die thans politievrijwilliger is, de voorzitter.